# One Life
ONE LIFE – siódmy album studyjny japońskiej piosenkarki Mai Kuraki, wydany 1 stycznia 2008 roku. Osiągnął 14 pozycję w rankingu Oricon i pozostał na liście przez 12 tygodni, sprzedał się w nakładzie 89 017 egzemplarzy. Album zdobył status złotej płyty.

## Lista utworów
| Nr  | Tytuł                                | Słowa        | Kompozycja                                  | Aranżacja                                 | Czas |
| --- | ------------------------------------ | ------------ | ------------------------------------------- | ----------------------------------------- | ---- |
| 1.  | "One Life"                           | Mai Kuraki   | Martin Ankelius & Henrik Anderson-Tervald   | Martin Ankelius & Henrik Anderson-Tervald | 3:34 |
| 2.  | "I Like it Like that"                | Mai Kuraki   | Ricky Hanley, Darren Woodford & Lynn Slater | Radi8                                     | 3:15 |
| 3.  | "one for me"                         | Mai Kuraki   | Yoo Hae Joon                                | Yoo Hae Joon                              | 4:14 |
| 4.  | "Born to be Free"                    | Mai Kuraki   | Akihito Tokunaga                            | Cybersound                                | 3:11 |
| 5.  | "Shiroi yuki" (jap. 白い雪)          | Mai Kuraki   | Aika Ōno                                    | Daisuke Ikeda                             | 4:47 |
| 6.  | "Silent Love (Open My Heart)"        | Mai Kuraki   | Daisuke "DAIS" Miyachi & Yuichi Ohno        | Daisuke "DAIS" Miyachi & Yuichi Ohno      | 4:25 |
| 7.  | "everything"                         | Mai Kuraki   | Takanori Fujimoto                           | Takanori Fujimoto                         | 3:25 |
| 8.  | "Season of love"                     | Mai Kuraki   | Aika Ōno                                    | Cybersound                                | 4:48 |
| 9.  | "secret roses"                       | Mai Kuraki   | Mari Fujita                                 | Mari Fujita, DAYTRACK                     | 3:57 |
| 10. | "Wonderland"                         | Mai Kuraki   | Tomoo Kasahara, Yoko Blaqstone              | Tomoo Kasahara, Yoko Blaqstone            | 4:15 |
| 11. | "BE WITH Ü"                          | Mai Kuraki   | Akihito Tokunaga                            | Cybersound                                | 4:58 |
| 12. | "Over the Rainbow" (utwór dodatkowy) | E.Y. Harburg | Harold Arlen                                | Hiroyuki Kubota, Hideyuki Terachi         | 4:33 |

## Notowania
| Lista                       | Pozycja |
| --------------------------- | ------- |
| Oricon Weekly Albums Chart  | 14      |
| Oricon Monthly Albums Chart | 18      |
| Oricon Yearly Albums Chart  | 117     |